# Breathless (альбом Теренса Бланчарда)
Breathless — студийный альбом американского джазового трубача Теренса Бланчарда. Альбом был выпущен 26 мая 2015 года лейблом Blue Note Records. С альбома также был выпущен один сингл «Soldiers».
Альбом был номинирован в 2016 году на премию Грэмми в категории Лучший джазовый инструментальный альбом.

## История
В Breathless участвует новая группа Бланчарда, The E-Collective, состоящая из Фабиана Алмазана на клавишных, Чарльза Алтура на гитаре, Дональда Рэмси на басу и Оскара Ситона на барабанах. В трёх композициях альбома также принимает участие Пи Джей Мортон из Maroon 5, а сын Теренса Джей Рей Оливер говорит на словах. Бланчард объяснил, что он и барабанщик Оскар Ситон, с которым он записал несколько партитур к фильмам, говорили о подобном альбоме в течение многих лет, прежде чем наконец нашли время для его записи. Как и его предыдущий альбом A Tale of God’s Will, эта пластинка также является тематическим альбомом, вдохновлённым трагедией. Название альбома служит напоминанием о последних словах, сказанных чернокожим жителем Нью-Йорка Эриком Гарнером («Я не могу дышать») при удушении офицером полиции Нью-Йорка, и исследует влияние расизма и последствия его разрушения на общества по всему миру. Breathless был номинирован на премию Грэмми 2016 года в категории Лучший джазовый инструментальный альбом.

## Отзывы
| Оценки критиков | Оценки критиков |
| Источник        | Оценка          |
| --------------- | --------------- |
| AllMusic        | [ 8 ]           |
| The Guardian    | [ 5 ]           |
| Jazz Forum      | [ 9 ]           |
| Jazzwise        | [ 10 ]          |
| The Irish Times | [ 11 ]          |
| Том Халл        | B+              |

Билл Бюттлер из JazzTimes написал: «Труба Бланчарда, конечно же, обеспечивает палящий огонь на фоне заразительного грува группы. Может быть, это и не джаз в нашем понимании, но он душевный, утончённый и заслуживает внимания на своих собственных условиях. И хорошо, что Бланчард наконец-то взялся за дело». Кормак Ларкин из The Irish Times отметил: «Дух Майлза Дэвиса будет трудно избежать любому американскому трубачу в этом жанре, и здесь, безусловно, есть отголоски электрического Майлза, но, возможно, также — намеренно или нет — здесь есть что-то более европейское, напоминающее „будущий джаз“ Нильса Петтера Молваера, в котором строгие нордические грувы заменены жаром и безупречным самообладанием некоторых джаз-фанков старой школы». Джон Фордхэм из газеты The Guardian отметил: «Это неровный сет, и, возможно, слишком общий фанк для некоторых джазменов, но, безусловно, в нём есть захватывающие моменты». Мэтт Коллар из AllMusic отметил: «В конечном счёте, хотя Breathless — это отход от агрессивного акустического свинга, которым отмечена большая часть карьеры Бланчарда, он, тем не менее, сохраняет весь потрясающий артистизм и душевное творчество, которые мы привыкли ожидать, хотя и представленные в ярком, электрическом стиле». В своей рецензии для The Buffalo News Джефф Саймон отметил: «Грув на этом диске — это скука, как часто бывает… Что касается потребителей грув-музыки и хип-хопа, то здесь есть несколько достойных джазовых соло, но ничего такого, чего нельзя было бы услышать в гораздо более впечатляющих обстоятельствах в других местах».

## Список треков
| №                   | Название                                               | Автор(ы)                                                | Длительность |
| ------------------- | ------------------------------------------------------ | ------------------------------------------------------- | ------------ |
| 1.                  | «Compared to What» (при участии PJ Morton)             | Gene McDaniels                                          | 5:48         |
| 2.                  | «See Me As I Am»                                       | Blanchard                                               | 8:52         |
| 3.                  | «Everglades»                                           | Almazan                                                 | 14:33        |
| 4.                  | «Breathless»                                           | Blanchard                                               | 4:38         |
| 5.                  | «Confident Selflessness»                               | Blanchard                                               | 8:13         |
| 6.                  | «Shutting Down» (при участии JRei Oliver, PJ Morton)   | JRei Oliver                                             | 4:12         |
| 7.                  | «Soldiers»                                             | Blanchard                                               | 6:08         |
| 8.                  | «Samadhi» (Spoken words – JRei Oliver)                 | Blanchard                                               | 3:56         |
| 9.                  | «Talk to Me» (при участии Корнела Уэста)               | Blanchard                                               | 4:04         |
| 10.                 | «Tom & Jerry»                                          | Blanchard                                               | 2:48         |
| 11.                 | «I Ain't Got Nothin' but Time» (при участии PJ Morton) | Хэнк Уильямс                                            | 4:28         |
| 12.                 | «Cosmic Warrior»                                       | Blanchard                                               | 5:24         |
| 13.                 | «Midnight»                                             | Гай Берримен, Джонни Бакленд, Уилл Чемпион, Крис Мартин | 4:53         |
| Общая длительность: | Общая длительность:                                    | Общая длительность:                                     | 1:17:57      |

## Чарты
| Чарт (2015)                              | Высшая позиция |
| ---------------------------------------- | -------------- |
| США (Traditional Jazz Albums, Billboard) | 7              |
| США (Billboard 200)                      | 12             |